# Yağmur Çokgenç
Yağmur Çokgenç (* 1999 in Izmir) ist eine türkische Schauspielerin.

## Leben und Karriere
Çokgenç wurde 1999 in Izmir geboren. Sie studierte an der Folkart Academy. Ihr Debüt gab sie 2018 in der Fernsehserie Çocuklar Duymasın. Danach bekam sie 2019 in der Serie Sevdim Seni Bir Kere die Hauptrolle. Anschließend trat sie im selben Jahr in Her Yerde Sen auf.
2021 wurde Çokgenç für den Kurzfilm Yüzük gecastet. Anschließend spielte sie 2022 in der Serie Hücran die Hauptrolle.

## Filmografie (Auswahl)
- 2018: Çocuklar Duymasın (Fernsehserie, 45 Episoden)
- 2019: Sevdim Seni Bir Kere (Fernsehserie, 30 Episoden)
- 2021: Yüzük (Kurzfilm)
- 2022: Hicran (Fernsehserie, 20 Episoden)